# Malden (Washington)
Malden è un comune degli Stati Uniti d'America, situato nello Stato di Washington, nella Contea di Whitman.